# Mauricio Loffreda
Mauricio Loffreda, vollständiger Name Mauricio Loffreda Zinula, (* 29. Oktober 1990 in Pando) ist ein uruguayischer Fußballspieler.

## Karriere
Der 1,75 Meter große Defensivakteur Loffreda gehörte zu Beginn seiner Karriere von Mitte 2009 bis Ende Juli 2011 dem Kader Central Españols an. Anschließend war er bis Mitte 2012 für den Schweizer Klub GC Biaschesi aktiv. Im August 2013 schloss er sich dem Huracán Football Club an. In den Spielzeiten 2013/14 bis 2015/16 kam er insgesamt 59-mal in der Segunda División zum Einsatz und schoss ein Tor. Ende August 2016 wechselte er zum Erstligaabsteiger Villa Teresa. In der Saison 2016 absolvierte er bei den Montevideanern neun Partien in der zweithöchsten uruguayischen Spielklasse. Einen Treffer erzielte er nicht. Mitte Februar 2017 verpflichtete ihn der Club Atlético Progreso.